# Moodle
MOODLE é o acrônimo de "Modular Object-Oriented Dynamic Learning Environment", um software livre, de apoio à aprendizagem, executado num ambiente virtual (ver ambiente virtual de aprendizagem). A expressão designa ainda o Learning Management System (Sistema de gestão da aprendizagem) em trabalho colaborativo baseado nesse software ou plataforma, acessível através da Internet ou de rede local. Em linguagem coloquial, em língua inglesa o verbo "to moodle" descreve o processo de navegar despretensiosamente por algo, enquanto se faz outras coisas ao mesmo tempo.
Utilizado principalmente num contexto de e-learning ou b-learning, o programa permite a criação de cursos "on-line", páginas de disciplinas, grupos de trabalho e comunidades de aprendizagem, estando disponível em 75 línguas diferentes. Conta com 25.000 websites registrados, em  mais de 175 países.

## História
O conceito foi criado em 2001 pelo educador e cientista computacional Martin Dougiamas. Voltado para programadores e acadêmicos da educação, constitui-se em um sistema de administração de atividades educacionais destinado à criação de comunidades on-line, em ambientes virtuais voltados para a aprendizagem colaborativa. Permite, de maneira simplificada, a um estudante ou a um professor integrar-se, estudando ou lecionando, num curso on-line à sua escolha.

## Filosofia
Nas palavras do próprio Dougiamas, baseando-se na pedagogia sócio-construtivista:
(...) não só trata a aprendizagem como uma atividade social, mas focaliza a atenção na aprendizagem que acontece enquanto construímos ativamente artefatos (como textos, por exemplo), para que outros os vejam ou utilizem.
A filosofia do projeto é orientada pelo que os desenvolvedores denominam de "pedagogia sócio-construtivista", pautada em quatro conceitos-chave:
1. Construtivismo — teoria pedagógica que sustenta que as pessoas constroem ativamente novos conhecimentos à medida que interagem com o seu ambiente;
2. Construcionismo — que sustenta que a aprendizagem é particularmente eﬁcaz quando se dá construindo alguma coisa para que outros experimentem;
3. Construcionismo social — que amplia o conceito anterior para um grupo de pessoas que constroem algo para outras que, de maneira colaborativa, criam assim uma cultura de "coisas" compartilhadas, assim como de significados compartilhados;
4. Ligado e Separado — onde o objeto de observação é a motivação das pessoas em uma determinada discussão de assuntos.

Estes conceitos podem não ser compreendidos e assimilados pelos utilizadores em uma primeira abordagem, mas os desenvolvedores recomendam que os utilizadores possuam um conhecimento prévio dos mesmos.

## Distribuição
O programa é disponibilizado livremente na forma de software livre (sob a licença de software livre GNU Public License) e pode ser instalado em diversos ambientes (Unix, Linux, Windows, Mac OS) desde que os mesmos consigam executar a linguagem PHP. Como base de dados podem ser utilizados MySQL, PostgreSQL, Oracle, Access, Interbase ou qualquer outra acessível via ODBC.
É desenvolvido em colaboração por uma comunidade virtual, que reúne programadores e desenvolvedores de software livre, administradores de sistemas, professores, designers e usuários de todo o mundo. Evolui constantemente adequando-se às necessidades dos seus utilizadores.
Constitui-se num software intuitivo e fácil de utilizar, que tanto pode dar origem a uma página de um único professor/formador, como à página de uma Universidade, com dezenas de milhares de alunos/utilizadores.
Os seus requisitos técnicos são:
- Servidor - Servidor Web com suporte PHP (ex.: Apache, IIS);
- Cliente - Browser e software específico para visualização dos recursos (formatos "pdf", "doc", etc.)

Os principais tipos de utilizadores (papéis) são:
- Administrador
  - Gerir utilizadores
  - Definir modelos de autenticação
  - programar cópias de segurança automáticas
  - gerir disciplinas e as suas categorias
  - gerir idiomas
  - gerir módulos (atividades e blocos)
  - gerir página inicial
  - gerir aparência do site
  - aceder a relatórios
  - instalar novos blocos de atividades
  - editar aparência dos temas
  - atualizar a versão do Moodle

- Professor
  - configuração da disciplina
  - gestão de alunos
  - gestão de grupos
  - gestão de cópias de segurança
  - análise de relatórios
  - gestão de escala de notas
  - análise de notas dos alunos
  - gestão de sistema de arquivos/ficheiros
  - acesso a fórum de professores
  - acesso a tarefas efetuadas pelos alunos

- Aluno
  - recursos
  - atividades
  - bloco administração

## Utilização
Muitas instituições de ensino (básico e superior) e centros de formação estão adaptando a plataforma aos próprios conteúdos, com sucesso, não apenas para cursos totalmente virtuais, mas também como apoio aos cursos presenciais. A plataforma também vem sendo utilizada para outros tipos de atividades que envolvem formação de grupos de estudo, treinamento de professores e até desenvolvimento de projetos. Muito usado também na Educação a distância. Outros setores, não ligados à educação, também utilizam o Moodle, como por exemplo, empresas privadas, ONGs e grupos independentes que necessitam interagir colaborativamente na Internet.
Os cursos Moodle podem ser configurados em três formatos, de acordo com a atividade a ser desenvolvida:
- Formato Social – em que o tema é articulado em torno de um fórum publicado na página principal;
- Formato Semanal - no qual o curso é organizado em semanas, com datas de início e fim;
- Formato em Tópicos - onde cada assunto a ser discutido representa um tópico, sem limite de tempo pré-definido.

A plataforma Moodle apresenta como pontos fortes, quando utilizado para o ensino:
- Aumento da motivação dos alunos;
- Maior facilidade na produção e distribuição de conteúdos;
- Partilha de conteúdos entre instituições;
- Gestão total do ambiente virtual de aprendizagem;
- Realização de avaliações de alunos;
- Suporte tecnológico para a disponibilização de conteúdos de acordo com um modelo pedagógico e design institucional;
- Controle de acessos;
- Atribuição de notas.

A plataforma permite a transmissão e organização dos conteúdos de materiais de apoio às aulas, pelo facto de ser uma ferramenta que permite produzir cursos e páginas da Web, facilita a comunicação (síncrona ou assíncrona), possibilitando contribuir para um padrão superior quer no ensino presencial, quer no ensino a distância.
Os recursos disponíveis para o desenvolvimento das atividades são:
- Materiais estáticos (ex.: páginas de texto, páginas de texto Web, apontadores para ficheiros ou páginas Web, conteúdos de pastas)
- Materiais dinâmicos (atividades):
  - Avaliação do Curso
  - Chat
  - Diálogo
  - Diário
  - Fórum
  - Glossário - utilizado para descrever termos e respectivas definições, ligados à disciplina.
  - Lição
  - Pesquisa de Opinião (referendo)
  - Questionário - com questões de diversos tipos (escolha múltipla, verdadeiro ou falso, resposta curta, comparação) pode ser respondido on-line pelos alunos, permitindo-lhes ver qual a sua classificação.
  - SCORM
  - Tarefa - atividade proposta pelo professor/formador aos alunos
  - Trabalho com Revisão - o professor/formador tem acesso a trabalhos enviados pelos alunos, pode avaliá-los e comentá-los.
  - Wiki
  - Livro - permite disponibilizar um livro eletrônico criado pelo professor, e que pode ser constituído por vários capítulos, dispostos em dois níveis diferentes.

## Principais características
Os materiais dinâmicos (atividades) disponibilizados pelo professor/formador constituem a grande mais-valia do Moodle, uma vez que permitem a interação entre o professor/formador e os alunos.
- Fóruns - locais de debate, partilha de ideias e esclarecimento de dúvidas;
- Gestão de conteúdos (Recursos)
- Questionários e pesquisas com diversos formatos
- Blogs
- Wikis
- Geração e gestão de Base de Dados
- Sondagens
- Chats - salas de conversação entre os utilizadores; podem ser utilizadas para conversação em tempo real.
- Glossários
- Peer assessment
- Pesquisa de avaliação:
  - ATTLS
  - COLLES
  - Incidentes críticos
- Suporte multi-idioma (mais de 75 idiomas são suportados pelo interface actual).
- Suporte de Gestão através de análises de gráficos interativos online para questionários prepostos;

## O Moodle em Portugal
Em Portugal, o Moodle conta com 900 websites registrados:
- Estabelecimentos de ensino (jardins de infância, escolas do 1º Ciclo ao Secundário e Universidades)
- Agrupamentos de escolas
- Centros de formação de professores
- Centros de competência
- Páginas pessoais de professores e formadores
- Sindicatos de professores
- Empresas de formação
- Tertúlias, igrejas, comissões de festas e grupos de interesse comum.

## Desenvolvimento
Dentre os diversos releases da plataforma, constam:
| Branch      | Lançamento              | Última versão  | Data da última versão   | Suporte        |
| ----------- | ----------------------- | -------------- | ----------------------- | -------------- |
| Moodle 4.0  |                         | Moodle 4.0.12  | 08 de Dezembro de 2023  | Ativo.         |
| Moodle 3.11 |                         | Moodle 3.11.18 | 08 de Dezembro de 2023. | Descontinuado. |
| Moodle 3.10 |                         | Moodle 3.10.11 | 07 de Maio de 2022.     | Descontinuado. |
| Moodle 3.9  |                         | Moodle 3.9.25  | 08 de Dezembro de 2023. | Descontinuado. |
| Moodle 3.8  | 18 de Novembro de 2019  | Moodle 3.8.9   | 08 de Maio de 2021.     | Descontinuado. |
| Moodle 3.7  | 07 de Novembro de 2020. | Moodle 3.7.9   |                         | Descontinuado. |
| Moodle 3.6  | 09 de Maio de 2020.     | Moodle 3.6.10  |                         | Descontinuado. |
| Moodle 3.5  |                         | Moodle 3.5.10+ | 08 de Maio de 2021.     | Descontinuado. |
| Moodle 3.4  |                         | Moodle 3.4.9   | 11 de Maio de 2019.     | Descontinuado. |
| Moodle 3.3  |                         | Moodle 3.3.9   |                         | Descontinuado. |
| Moodle 3.2  | Dezembro de 2016        | Moodle 3.2.9   | 16 de Maio de 2018.     | Descontinuado. |
| Moodle 3.1  |                         | Moodle 3.1.10+ | 11 de Maio de 2019.     | Descontinuado. |
| Moodle 3.0  |                         | Moodle 3.0.10  | 08 de Maio de 2017.     | Descontinuado. |
| Moodle 2.9  | 11 de Maio de 2015      | Moodle 2.9.1   | 13 de Julho de 2015     | Ativo          |
| Moodle 2.8  | 10 de Novembro de 2014  | Moodle 2.8.7   | 13 de Julho de 2015     | Ativo          |
| Moodle 2.7  | 12 de Maio de 2014      | Moodle 2.7.9   | 13 de Julho de 2015     | Ativo          |
| Moodle 2.6  | 18 de Novembro de 2013  | Moodle 2.6.11  | 11 de Maio de 2015      | Ativo          |
| Moodle 2.5  | 14 de maio de 2013      | Moodle 2.5.1   | 08 de julho de 2013     | Ativo          |
| Moodle 2.4  | 03 de dezembro de 2012  | Moodle 2.4.5   | 08 de julho de 2013     | Ativo          |
| Moodle 2.3  | 25 de junho de 2012     | Moodle 2.3.8   | 08 de julho de 2013     | Ativo          |
| Moodle 2.2  | 5 de dezembro de 2011   | Moodle 2.2.11  | 08 de julho de 2013     | Descontinuado  |
| Moodle 2.1  | 1 de julho de 2011      | Moodle 2.1.10  | 14 de janeiro de 2013   | Descontinuado  |
| Moodle 2.0  | 24 de novembro de 2010  | Moodle 2.0.10  | 9 julho de 2012         | Descontinuado  |
| Moodle 1.9  | 3 de março de 2008      | Moodle 1.9.19  | 9 de julho de 2012      | Descontinuado  |
| Moodle 1.8  | 30 de março de 2007     | Moodle 1.8.14  | 3 de dezembro de 2010   | Descontinuado  |
| Moodle 1.7  | 7 de novembro de 2006   | Moodle 1.7.7   | 28 de janeiro de 2009   | Descontinuado  |
| Moodle 1.6  | 20 de junho de 2006     | Moodle 1.6.9   | 28 de janeiro de 2009   | Descontinuado  |
| Moodle 1.5  | 5 de junho de 2005      | Moodle 1.5.4   | 21 de maio de 2006      | Descontinuado  |
| Moodle 1.4  | 31 de agosto de 2004    | Moodle 1.4.5   | 7 de maio de 2005       | Descontinuado  |
| Moodle 1.3  | 25 de maio de 2004      | Moodle 1.3.5   | 9 de setembro de 2004   | Descontinuado  |
| Moodle 1.2  | 20 de março de 2004     | Moodle 1.2.1   | 25 de março de 2004     | Descontinuado  |
| Moodle 1.1  | 29 de agosto de 2003    | Moodle 1.1.1   | 11 de setembro de 2003  | Descontinuado  |
| Moodle 1.0  | 20 de agosto de 2002    | Moodle 1.0.9   | 30 de maio de 2003      | Descontinuado  |